# 境野町
境野町（さかいのちょう）は、群馬県桐生市の町名である。一丁目から七丁目が設置されている。郵便番号は376-0002。

## 地理
桐生市の南部に位置する。かつての境野村から現在の広沢町間ノ島の一部を除いた地区にあたり、桐生市第十一区に属する。北部から東部にかけて桐生川を境として菱町・栃木県足利市小俣町に、南部は渡良瀬川を境として広沢町に、西部は琴平町・新宿・浜松町にそれぞれ接する。
三方を渡良瀬川と桐生川に囲まれている。桐生市中心部と地続きになっているため、旧村時代から市街化が進み、現在でも鋸屋根の織物工場が数多く残っている。
JR両毛線が町内を通るが、駅は設置されていない。かつては東桐生駅が設置されていた。群馬県道67号桐生岩舟線が通じており、渡良瀬川に架かる松原橋によって広沢町と、桐生川に架かる両国橋・境橋などによって菱町や足利市小俣町と結ばれる。

## 歴史
かつての山田郡境野村にあたる。1933年（昭和8年）4月1日に境野村が桐生市に編入したことで、新たに「境野町」となった。

### 地名の由来
桐生川は上毛野・下毛野の国境であり、「境野」の名の由来となっている。

## 世帯数と人口
2022年（令和4年）1月31日現在の世帯数と人口は以下の通りである。
| 丁目         | 世帯数    | 人口    |
| ------------ | --------- | ------- |
| 境野町一丁目 | 264世帯   | 565人   |
| 境野町二丁目 | 497世帯   | 1,103人 |
| 境野町三丁目 | 364世帯   | 771人   |
| 境野町四丁目 | 485世帯   | 1,081人 |
| 境野町五丁目 | 410世帯   | 926人   |
| 境野町六丁目 | 784世帯   | 1,791人 |
| 境野町七丁目 | 922世帯   | 1,991人 |
| 計           | 3,485世帯 | 7,407人 |

## 小・中学校の学区
市立小・中学校に通う場合、学区は以下の通りとなる。
| 丁目         | 番地 | 小学校             | 中学校             |
| ------------ | ---- | ------------------ | ------------------ |
| 境野町一丁目 | 全域 | 桐生市立境野小学校 | 桐生市立境野中学校 |
| 境野町二丁目 | 全域 | 桐生市立境野小学校 | 桐生市立境野中学校 |
| 境野町三丁目 | 全域 | 桐生市立境野小学校 | 桐生市立境野中学校 |
| 境野町四丁目 | 全域 | 桐生市立境野小学校 | 桐生市立境野中学校 |
| 境野町五丁目 | 全域 | 桐生市立境野小学校 | 桐生市立境野中学校 |
| 境野町六丁目 | 全域 | 桐生市立境野小学校 | 桐生市立境野中学校 |
| 境野町七丁目 | 全域 | 桐生市立境野小学校 | 桐生市立境野中学校 |

## 交通

### 鉄道
町内に鉄道駅はない。

### 道路
- 群馬県道・栃木県道67号桐生岩舟線
- 群馬県道316号太田桐生線

## 施設
- 桐生市立境野小学校
- 桐生市立境野中学校
- 桐生市消防本部 桐生消防署南分署
- 境野水処理センター
- ベイシア 桐生境野店
- 境野球場

## 避難所
- 境野公民館（洪水災害、土砂災害、内水氾濫時の緊急避難場所及び指定避難所）[12]
- 境野町児童公園（土砂災害、地震時の緊急避難場所）
- 関根児童公園（土砂災害、地震時の緊急避難場所）
- 三ツ堀会館（洪水災害、土砂災害、内水氾濫時の緊急避難場所）
- みつぼり保育園（土砂災害時の緊急避難場所）
- 諏訪児童公園（土砂災害、地震時の緊急避難場所）
- 沼の上保育園（土砂災害時の緊急避難場所）
- 桐生市立境野小学校（洪水災害、土砂災害、地震、大規模火災、内水氾濫時の緊急避難場所及び指定避難所）
- 境野幼稚園（洪水災害、土砂災害、地震、内水氾濫時の緊急避難場所）
- 桐生市立境野中学校（洪水災害、土砂災害、地震、大規模火災、内水氾濫時の緊急避難場所及び指定避難所）